# Edison Electric Institute
Edison Electric Institute (EEI) är en amerikansk branschorganisation som företräder främst investerarägda producenter av elektricitet i USA. Medlemmarna förser upp emot 250 miljoner amerikaner med elektricitet. EEI har också 65 internationella medlemmar samt hundratals associerade medlemmar som verkar med att understödja den amerikanska energibranschen.

## Historik
Branschorganisationen grundades 1933. År 1994 knoppade EEI av sin kärnkraftsdel i syfte att låta den bli en del av branschorganisationen Nuclear Energy Institute.